# HMS Quilliam (G09)
Pour les autres navires du même nom, voir HNLMS Banckert.
Le HMS Quilliam (renommé plus tard HNLMS Banckert) est un destroyer de classe Q en service dans la Royal Navy pendant la Seconde Guerre mondiale et dans la Marine royale néerlandaise de 1946 à 1957.
Seul navire de guerre britannique à être nommé d'après le first lieutenant du HMS Victory John Quilliam, le destroyer est mis sur cale le 19 août 1940 aux chantiers navals Hawthorn Leslie and Company de Hebburn, dans la Tyne. Il est lancé le 29 novembre 1941 et mis en service le 22 octobre 1942, sous le commandement du captain Stephen Hope Carlill.

## Historique

### Royal Navy
Le Quilliam a participé à des opérations de guerre dans les océans Atlantique et Pacifique.
Le 20 mai 1945, alors qu'il participait à l'opération Iceberg (l'invasion d'Okinawa), le Quilliam fut impliqué dans une collision avec le porte-avions britannique Indomitable, endommageant gravement sa proue. Il restera en réparation jusqu'à la fin de la Seconde Guerre mondiale.

### Marine royale néerlandaise
Le Quilliam est l'un des six destroyers de la classe Q à avoir survécu à la Seconde Guerre mondiale. Alors que cinq sont transférés dans la Royal Australian Navy, le Quilliam est vendu à la Marine royale néerlandaise le 21 novembre 1945. Envoyé dans les Indes orientales néerlandaises, le navire est rebaptisé HNLMS Banckert et reçoit le numéro de fanion D801.
Le Banckert est déployé pendant la révolution nationale indonésienne. Entre le 10 et le 12 mai 1947, le navire intercepte le navire marchand côtier britannique NR. 4 Nanmei, qui fournissait des produits de contrebande aux Indonésiens dans la baie de Tapanoeli, et fait feu sur les défenses côtières indonésiennes à Sibolga. Le destroyer prend part à l'occupation néerlandaise de Tegal le 26 juillet en débarquant des troupes. Après de nombreuses patrouilles, le Banckert retourne aux Pays-Bas en août 1948 pour une remise en état qui dura jusqu'au 19 septembre 1949. Le destroyer atteint la base navale de Soerabaja le 25 décembre 1949. Le 25 décembre 1950, il rejoint la Nouvelle-Guinée néerlandaise où il opère jusqu'au 20 août 1951, date à laquelle il fait route vers les Pays-Bas.
À son retour, le Banckert est affecté à la base navale de Den Helder dans le cadre de l'escadron d'entraînement européen du RNLN.
Retiré du service en avril 1952, il est rayé des registres le 19 octobre 1956 et vendu pour démolition à la société Jos de Smedt d’Anvers le 1er février 1957.

## Commandement
- Captain Stephen Hope Carlill du 26 août 1942 à novembre 1943.
- Captain Richard George Onslow du 30 novembre 1943 à juin 1945.
- Lieutenant commander Anthony John Temple Harris du 29 septembre 1945 à novembre 1945.